# Sallos

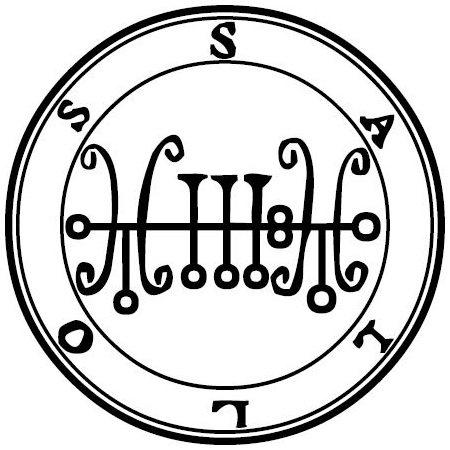
Sello de Sallos, EL LIBRO DE LA GOETIA DEL REY SALOMÓN (1904)

En demonología, Sallos es un poderoso Gran Duque (un Gran Conde para Johann Weyer) del Infierno, que gobierna treinta legiones de demonios (Weyer no menciona nada sobre las legiones bajo su mando). Es de una naturaleza pacífica y hace que los hombres amen a las mujeres y las mujeres amen a los hombres (Weyer no menciona la naturaleza de su trabajo).
Es representado como un galante y apuesto soldado, con un cuervo, y cabalgando un cocodrilo.
Otros nombres: Saleos, Zaleos